# Schachbut bin Sultan Al Nahyan

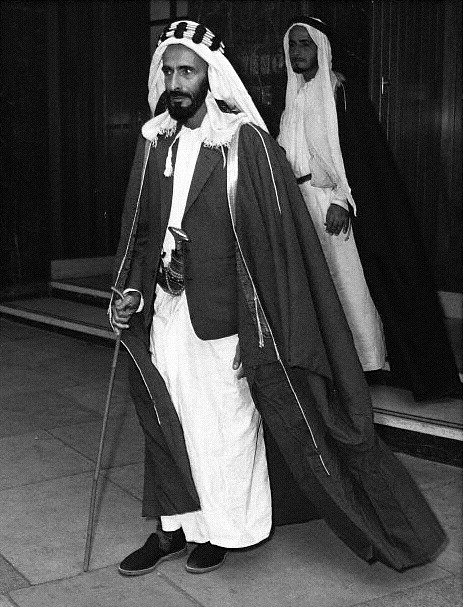
Der Emir im Jahr 1961

Schachbut bin Sultan Al Nahyan (* 1. Juni 1905; † 11. Februar 1989 in Al-Ain; arabisch شخبوط بن سلطان آل نهيان, DMG Šaḫbūṭ b. Sulṭān Āl Nahyān) war von 1928 bis 1966 der Emir von Abu Dhabi. Am 6. August 1966 wurde Schachbut von Mitgliedern seiner Familie mit Unterstützung Großbritanniens in einem unblutigen Staatsstreich abgesetzt. Sein jüngerer Bruder Zayid bin Sultan Al Nahyan folgte ihm als Herrscher von Abu Dhabi.

## Leben
Schachbut bin Sultan war der älteste Sohn von Scheich Sultan bin Zayid, dem Herrscher von Abu Dhabi von 1922 bis zu dessen Ermordung 1926. Seine Ausbildung beschränkte sich, wie in dieser Zeit und Region üblich, auf die religiösen Prinzipien des Islam und die traditionelle Lebensweise der Beduinen. 1928 übernahm er, nachdem sein Onkel Saqr bin Zayid Al Nahyan ermordet worden war, die Regierungsgeschäfte. Obwohl er für seinen Geiz und seine Besessenheit, Geld anzuhäufen, kritisiert wurde, lebte er selbst ein einfaches Leben.
Die trotz der Ölfunde im Jahr 1958 und des Beginns von Ölexporten im Jahr 1962 nur sehr zögerliche Regierung führte innerhalb der Herrscherfamilie zu heftigen Zweifeln an Schachbut. Am 6. August 1966 wurde er schließlich in einem unblutigen Palastputsch abgesetzt. Die Brüder Zayid und Schachbut hielten das Versprechen, das sie ihrer Mutter gegeben hatten, niemals Gewalt gegeneinander anzuwenden. 
Obwohl es aus geschichtlichen Aufzeichnungen nicht ganz klar hervorgeht, dürfte Scheich Zayid bei diesem Putsch nicht nur die volle Unterstützung seiner Familie, sondern auch die der britischen Regierung genossen haben. Die Trucial Oman Scouts brachten Scheich Shachbut sicher aus Abu Dhabi. Nach teilweise schwierigen Verhandlungen mit den Herrschern der anderen sechs Emirate wurden am 2. Dezember 1971 die Vereinigten Arabischen Emirate mit Scheich Zayid als Präsidenten gegründet.
Schachbut bin Sultan starb 1989 in Al-Ain.